# MPPE
Microsoft Point-to-Point Encryption (MPPE) — протокол шифрования данных, используемый поверх соединений PPP. Использует алгоритм RSA RC4. MPPE поддерживает 40-, 56- и 128-битные ключи, которые меняются в течение сессии (частота смены ключей устанавливается в процессе хэндшейка соединения PPP, есть возможность генерировать по новому ключу на каждый пакет).
MPPE не сжимает данных, но часто используется совместно с Microsoft Point-to-Point Compression, предназначенным для этих целей.
MPPE поддерживается далеко не всеми бытовыми маршрутизаторами и, на текущий момент, является частым источником несовместимости оборудования при работе в российских локальных домовых сетях. Такое устройство не сможет пройти аутентификацию на сервере, если в настройках соединения последнего активировано шифрование.
Метод MPPE (Microsoft Point-to-Point Encryption) используется для шифрования данных в подключениях удаленного доступа на базе протокола PPP (Point-to-Point Protocol) или подключениях к виртуальной частной сети (VPN — virtual private network) по протоколу PPTP (Point-to-Point Tunneling Protocol). Поддерживаются схемы шифрования MPPE с 128-разрядным ключом (усиленная), с 56-разрядным ключом и с 40-разрядным ключом (стандартная). MPPE обеспечивает безопасность данных для подключений PPTP между VPN-клиентом и VPN-сервером.
MPPE требует использования ключей шифрования, генерируемых в процессе проверки подлинности по протоколу MS-CHAP (Microsoft Challenge Handshake Authentication Protocol), MS-CHAP v2 (Microsoft Challenge Handshake Authentication Protocol версии 2) или EAP-TLS (Extensible Authentication Protocol-Transport Level Security).
Чтобы включить шифрование данных с использованием MPPE на подключениях VPN, необходимо активизировать проверку подлинности по протоколу MS-CHAP, MS-CHAP v2 или EAP-TLS. Все эти методы проверки подлинности генерируют ключи, используемые в процессе шифрования.
Методы шифрования, используемые в виртуальных частных сетях (VPN), зависят от типа сервера, к которому они подключаются. Если подключение VPN настроено на связь через сервер PPTP, применяется шифрование MPPE. Если подключение VPN устанавливается через сервер L2TP, используются методы шифрования IPSec. Если VPN-подключение настроено на автоматический выбор типа сервера (по умолчанию), то сначала предпринимается попытка использовать протокол L2TP и связанное с ним шифрование IPSec, а затем — PPTP и шифрование MPPE.